# Объединение народных сил
Объединение народных сил (ОНС) (исп. Concentración de Fuerzas Populares) — эквадорская левоцентристская политическая партия, базирующаяся на идеологии популизма и прогрессивизма.

## История
Основана в 1949 году со штаб-квартирой в Гуаякиле. Её непосредственным предшественником был Народно-республиканский союз (Unión Popular Republicana), созданный Рафаэлем Мендосой Авилесом в 1947 году. 
Опиралась на жителей прибережной части страны и включала многих политиков ливанского происхождения, включая возглавившего её в 1961 году Асада Букарама. Была одной из крупнейших партий Эквадора в 1960-х — 1970-х годах и сыграла важную роль в эквадорской политике.
В 1960-х годах сотрудничала с Социалистической и Коммунистической партиями.
На пике своей деятельности на Всеобщих выборах в Эквадоре (1978—1979) лидер партии Хайме Рольдос Агилера, получивший 68,5 % голосов во втором туре одержал победу и стал президентом страны с 1979 по 1981 год.
В конце 1980-х годов ОНС стала терять свою популярность и значимость. К этому моменту племянник Асада Букарама Абдала увёл значительную часть актива ОНС в Эквадорскую партию рольдосистов.
На выборах в законодательные органы страны, состоявшиеся 20 октября 2002 года, партия получила 1 место из 100. На Всеобщих выборах 2006 года партия не получила ни одного места, а в 2014 году перестала официально финансироваться.